# Langé
Langé är en kommun i departementet Indre i regionen Centre-Val de Loire i de centrala delarna av Frankrike. Kommunen ligger i kantonen Valençay som tillhör arrondissementet Châteauroux. År 2022 hade Langé 260 invånare.

## Befolkningsutveckling
Antalet invånare i kommunen Langé
Referens:INSEE